# Juliet Rylance
Juliet Rylance (ur. 26 lipca 1979 w Londynie) – brytyjska aktorka i producentka teatralna i filmowa.

## Życiorys
Juliet Rylance urodziła się 26 lipca 1979 roku w Londynie jako córka Claire i Marka van Kampenów. Jest przybraną córką Marka Rylance'a. Ukończyła Royal Academy of Dramatic Art w 2002 roku. W 2008 roku wyszła w Nowym Jorku za mąż za aktora Christiana Camargo.

## Filmografia
Filmy:
- 2003 The Burl jako Julie
- 2012 Frances Ha jako Janelle
- 2012 Sinister jako Tracy
- 2014 Days and Nights jako Eva
- 2015 Amok jako Lisa

Seriale:
- 2014 The Knick (The Knick) jako Cornelia Robertson
- 2018 McMafia jako Rebecca Harper